# Enea Salmeggia

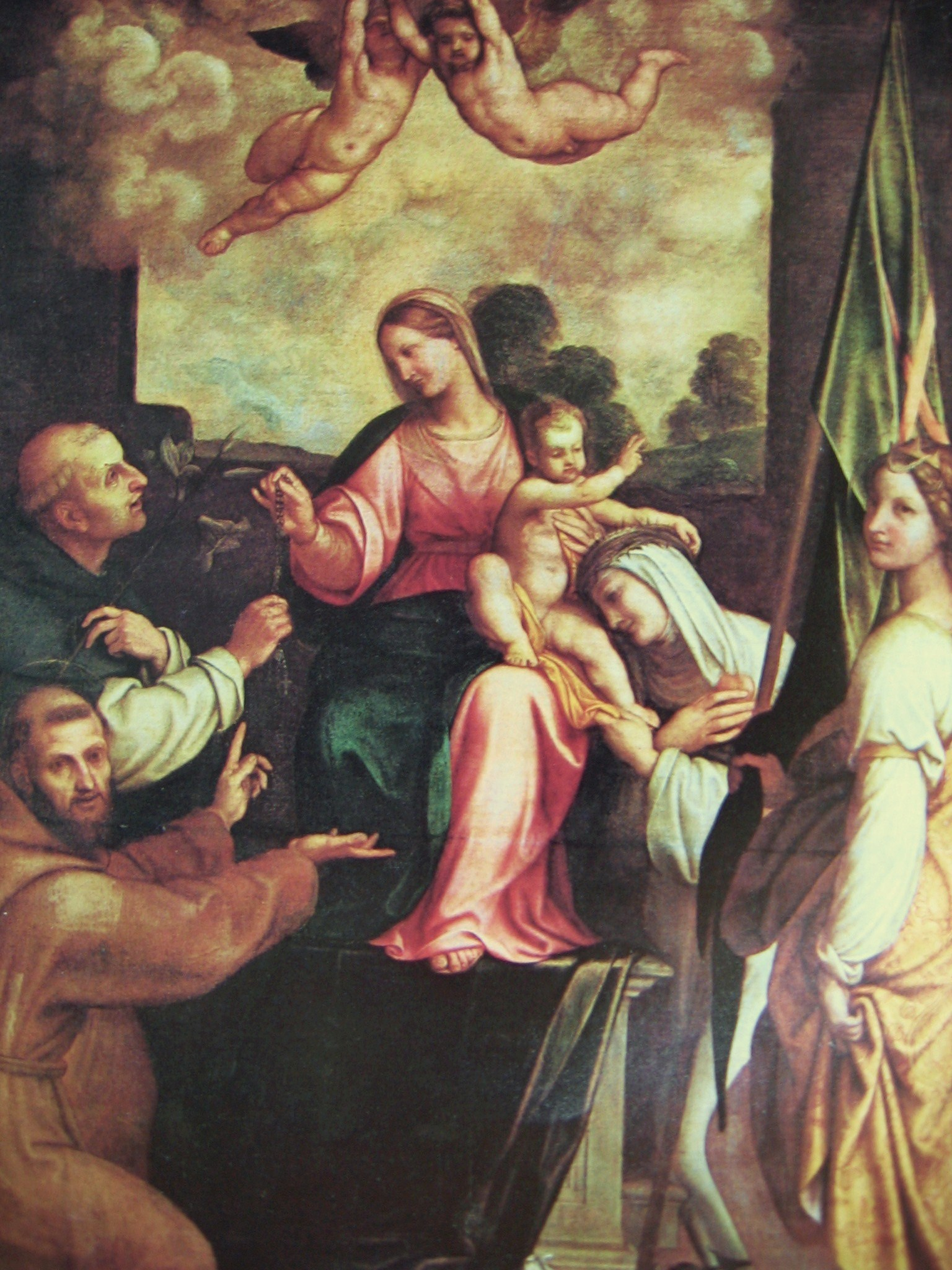
Vergine del Rosario, chiesa di San Giorgio, Fiorano al Serio

Enea Salmeggia, detto il Talpino o Salmezza (Nembro, 1565-1570 – Bergamo, 25 febbraio 1626), è stato un pittore italiano del tardo rinascimento, attivo principalmente a Bergamo.

## Biografia
Delle sue origini non si sa molto, dato che al riguardo manca una documentazione scritta, tanto da rendere incerta persino la data di nascita come forse il giorno della sua morte. Il suo nome fu facilmente confuso in Talpino detto Salmeggia, ma già il suo primo lavoro nella basilica mariana di Bergamo lo firmò “Aeneas Salmetia Dictus /Talpinus Bergomate.
Si presume che nacque indicativamente tra il 1565 e il 1570, nella piccola frazione Salmezza del comune di Nembro per poi crescere in borgo San Leonardo a Bergamo, il padre Antonio de Fagnano da Salmezza detto Talpino di professione sarto, risulta abitasse il borgo alla data del 3 ottobre 1580, così come indicato sull'atto del notaio Michele fu Giacomo Calvi: "Domino Antonio de Salmetia omnibus habitatoribus Burgi Sancti Leonardi", forse proveniente dalla famiglia Gherardi o Gerardi e dalla frazione Salmezza di Nembro. L'artista iniziò la sua attività nel 1590 anche se risulta che il padre dovette firmare la commissione nel 1594 per la realizzazione del dipinto Adorazione dei Magi della chiesa in Santa Maria Maggiore, a garanzia del figlio minorenne quindi di età inferiore ai 20 anni, eseguita poi l'anno successivo. Ma questo non trova corrispondenza con la data di nascita del figlio Francesco che sembra sia il 1602, che anticiperebbe la nascita del Salmeggia di qualche anno.
Sposò Vittoria Daverio, sorella dello scultore milanese Pietro Antonio Daverio probabilmente conosciuta nel suo periodo milanese, dalla quale ebbe sei figli: Dorotea e Isabella, che morirono di peste, Agata Giovanna, entrata nel monastero di Santa Grata in via Arena, Chiara, che continuò il lavoro del padre e che sposò il pittore Giacomo Assonica probabile suo alunno,  Elisabetta, e Francesco, che lavorerà come pittore con il padre. Non vi è documentazione degli anni che trascorse a Roma, addirittura quattordici a detta di Francesco Tassi; i due dipinti che gli furono assegnati sono comunque andati perduti. Certa invece è la sua presenza a Milano, alla bottega di Simone Peterzano, documentata dalle sue opere giovanili. Nel 1610 dipinse Santa Francesca Romana e l'angelo, nella chiesa di San Vittore al Corpo.
Il pittore aveva una bottega di pittura nell'abitazione con bottega vicina alla basilica di Sant'Alessandro in Colonna. Tra i suoi allievi risulta Marcantonio Cesareo, forse suo parente ed erede delle sue opere alla morte del figlio Francesco.
Morì il 25 febbraio 1626 nel capoluogo orobico e venne sepolto nella locale chiesa alessandrina, che conserva alcune sue opere tra le quali la grande tela Martirio di sant'Alessandro posta sul coro come pala dell'altare maggiore.
Il pittore firmava le sue opere Salmetia (Salmeza) ma il corsivo nella lettera Z ha un occhiello finale, interpretato come fosse la lettera g, da cui Salmeggia.
Il comune di Nembro intitolò l'istituto scolastico: "Istituto Comprensivo Enea Talpino", questo a conferma di quanto poco si conosca delle sue origini. Forse si firmava Salmeggia per onorare la località di nascita; la figlia Chiara si firmava invece "Talpina". Salmeggia aveva un carattere molto acceso, ne rimane testimonianza il documento di rifiuto di partecipazione al concorso per la decorazione della cupola della basilica mariana, quando i sindaci della Fondazione MIA chiesero disegni preparatori perché potessero essere giudicati anche da personaggi esterni alla comunità cittadina di Bergamo. A questo il Salmeggia si rifiutò dichiarando:

Della sua morte e conseguente eredità ne dà testimonianza padre Sebastiano Resta, storico e collezionista: 

### Attività artistica
Fin dalla giovane età, cercò di apprendere le arti pittoriche da artisti bergamaschi, anche se si ipotizza che possa avere ricevuto una formazione presso la bottega di Simone Peterzano, sita a Milano. S'ipotizza che proprio alla scuola del Peterzano, Salmeggia forse incontrò Caravaggio che fu allievo dal 1584 al 1588, e successivamente fino al 1592 Fu proprio il Peterzano a lasciargli l'incarico di realizzare il dipinto Annunciazione per la certosa di Garegnano.

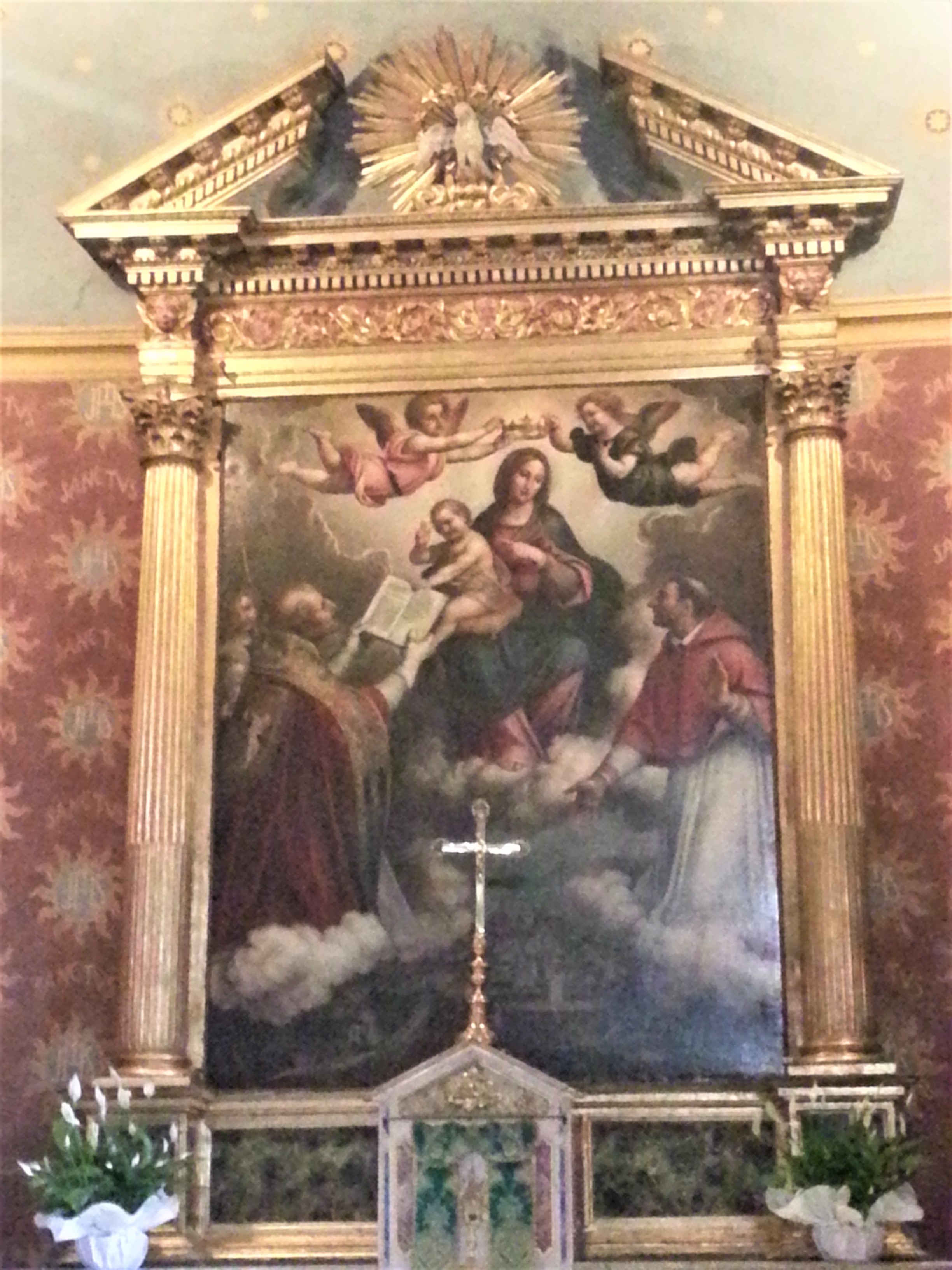
Chiesa di San Gregorio Magno Madonna col Bambino e i santi Gregorio Magno e Carlo Borromeo

Questa ipotesi è suffragata dalle numerose opere che Salmeggia ha lasciato nel capoluogo lombardo, tra cui spicca la Madonna in trono col Bambino e Santi, custodita presso la Pinacoteca di Brera. Interessante anche il Martirio di Sant'Andrea Apostolo, del 1604, conservato presso Santa Maria della Consolazione al Castello. Tra le sue opere più giovanili la pala per la chiesa di Santa Maria in località Ripa di Desenzano al Serio della Madonna in gloria tra i santi Pietro, Alessandro, Alberto Carmelitano e santo vescovo, prima opera eseguita tornato alla terra nativa.
Firmava i quadri con la dicitura Salmezza "il Talpino", tanto che in alcuni documenti appare la dicitura: "Enea Salmezza pittore, dito Talpino", forse cognome da parte materna e che la figlia adottò. Alcune vie intitolategli riportano "Talpino" come primo cognome.
La maggior prolificità artistica del Salmeggia, da molti considerato un "Raffaello bergamasco", si ebbe però nella sua terra. Seppe cogliere l'eredità della pittura lombarda del XVI secolo di Bernardino Luini, artista che conobbe bene avendone studiato le opere conservate nella chiesa di San Maurizio al Monastero Maggiore dove collaborò il Peterzano nei dipinti della controfacciata, e del Correggio, così come del bresciano Moretto, molto presente in Bergamo.
Numerosissime sono infatti le sue opere, eseguite seguendo la tradizione pittorica lombarda, presenti in chiese e santuari della bergamasca, con una grande concentrazione a Bergamo e nella val Seriana. Tra le prime opere, datata 1606 vi è il dipinto Trinità conservato nella chiesa di San Defendente.
Nella Arcipresbiterale plebana di San Martino di Nembro, località d'origine della sua famiglia,  è presente un ciclo pittorico formato da ben 27 dipinti.

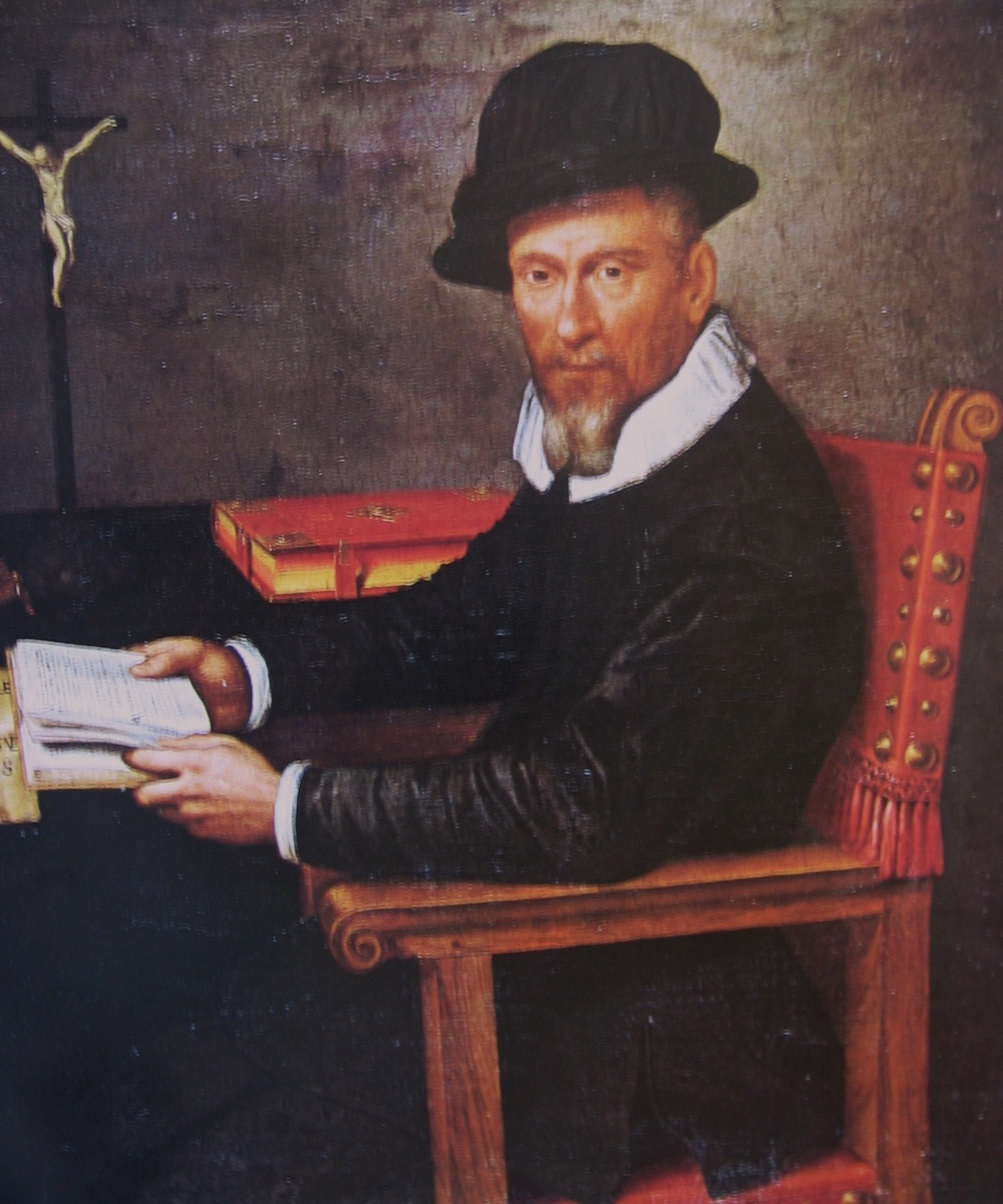
Enea Salmeggia ritratto di gentiluomo

Una pala raffigurante l'Annunciazione è nell'omonima cappella della Certosa di Garegnano; a Gromo, la pala raffigurante la Vergine col Bambino, nella chiesa di san Gregorio del 1625 dove ai piedi dei santi Gregorio Magno e Carlo Borromeo c'è il paesaggio di Gromo antica e turrita, così come si presentava nel XVII secolo.
Creò una propria bottega, nella quale ebbe una discreta schiera di discepoli, tra cui la figlia Chiara, che realizzò fra gli altri, la Veronica, che si trova nella Chiesa di Santa Maria della Pace ad Alzano Lombardo. Mentre la tela della Madonna col Bambino in gloria e i santi Rocco, Francesco e Sebastiano, un tempo custodita nell'oratorio di San Rocco a Calcio, è conservata nella Castello Sforzesco. Nel santuario Madonna del Pianto si conserva come pala d'altare maggiore la Pietà.
Nel 1611 realizzò la pala d'altare del santuario di San Patrizio di Colzate raffigurante Madonna dol Bambino e santi. Il dipinto su spostato nel 1750 nella parrocchia di Santa Maria Assunta di Vertova.
Salmeggia eseguì lavori anche per la chiesa di Sant'Alessandro della Croce di Bergamo, con l'Assunzione della Vergine nel 1611, e Sant'Antonio abate scaccia il demonio datato 1605.
Del Salmeggia profano rimangono poche opere, alcuni ritratti conservati all'Accademia Carrara, e una Diana e Callisto erroneamente attribuita al Domenichino e facente parte di una collezione fiorentina. Proprio questa presenza fuori dal territorio lombardo fu il motivo per cui non venne considerata del pittore bergamasco, inoltre il punto centrale dove è raffigurata la pietra dove la ninfa poggia le mani, risulta erosa e danneggiata, come se il posto della firma fosse stato volutamente cancellato così da assegnare il quadro ad un pittore che nell'XIX secolo godeva di un buon mercato. È questo l'unico lavoro del bergamasco che raffigura nudi femminili, ritratti nel realismo della verità giustificata dalla rappresentazione di Diana nella sua ingenuità alla scoperta della nudità maschile di Callisto.
Salmeggia usava rielaborare modelli già raffigurati, riportando dettagli facilmente riscontrabili anche se a volte in scale differenti, o con la tecnica del cartone, così da facilitare il riconoscere le sue opere.
Lo storico Francesco Tassi nel suo Vite de' pittori e architetti bergamaschi riportò alcune parti dello studio sull'anatomia umana pubblicata dal Salmeggia nel 1607 di cui non è rimasta però nessuna testimonianza.
L'artista ha lasciato della sua intesa attività artistica 179 opere, in massima parte su tela. 16 sono di argomento profano. I suoi soggetti principali sono: la Trinità, la Madonna, il Salvatore e i Santi. A Parigi, a Dublino, a Praga e a Locarno sono custodite le poche sue opere non in Italia. Fuori dalla Lombardia ce ne sono solo 3, a Roma e a Padova. A Milano ce ne sono 18, a Bergamo 72 solo nella città e altri 56 in provincia, di cui 33 in Val Seriana.